# 最後の一滴 (レイステルの絵画)
『最後の一滴』（さいごのいってき、蘭: De laatste druppel、英: The Last Drop）は、オランダ黄金時代の女性画家ユディト・レイステルが1629年頃、キャンバス上に油彩で制作した絵画である。フィラデルフィア美術館のジョン・G・ジョンソン (John G. Johnson) コレクションに所蔵されている。1903年まではフランス・ハルスの作品と見なされていたが、ビアマグにユディト・レイステルのイニシャル「 JL*」が発見された。

## 背景

### 画家
ユディト・レイステルは、17世紀にはよく知られていた画家であったが、死後すぐにその名声は忘れ去られた。絵画の売却記録に彼女の名前は現れず、彼女の作品は版画化されることもなかった。しかしながら、彼女は、画業の初期からハールレム聖ルカ画家組合 により最初の女性画家として認知されていた。 1893年になってようやく、彼女は再発見され、オランダ黄金時代の絵画における第一の女性画家として認知されるにいたった。

### 来歴
レイステルの『最後の一滴』は、1903年頃、ロンドンのジョージ・ドナルドソン (George Donaldson) 卿のコレクションにあった。その後、絵画は、1908年4月28日、または29日にホーヘンデイク (Hoogendijk) のコレクションに売却され、さらにジョン・G・ジョンソンのコレクションに入って、フィラデルフィア美術館に所蔵されるにいたった。

### 帰属の誤り

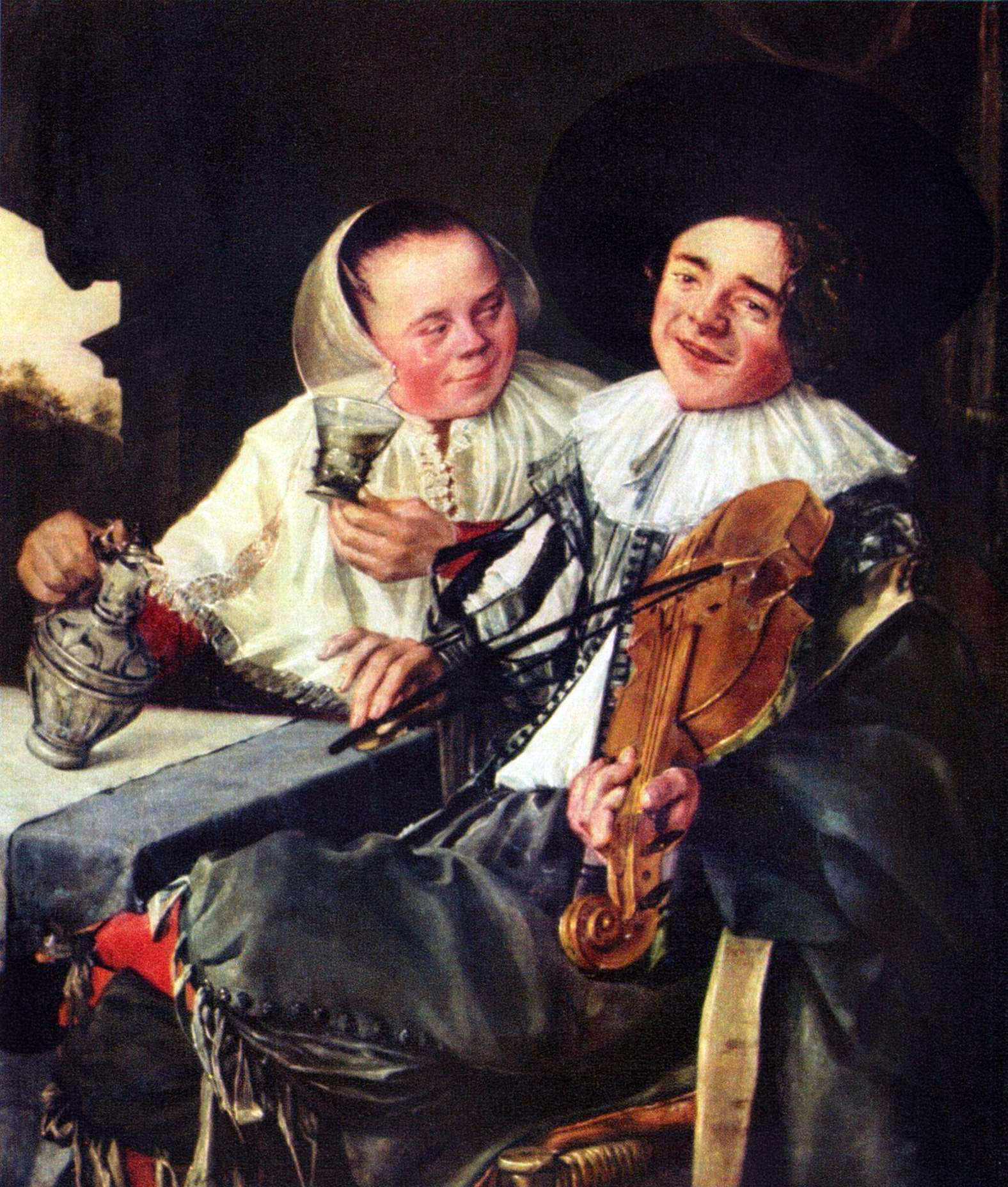
ユディト・レイステル『幸せな夫婦』(1630年)、ルーヴル美術館、パリ

レイステルは、本作と『陽気な三人』 (個人蔵) に制作年を記入していない。ジュリアン・ハームズ (Juliane Harms) は、これらの作品の制作年を1631年から1633年とした。 この時期に、『誘い』 (マウリッツハイス美術館) などレイステルの他のロウソクの光に照らされた絵画が描かれている。1642年に、エマニエル・ブルク (Emanuel Burck) という名の画商が「ユディト・モレナール」、そして「ユディト・レイステル」と署名された絵画を売却したことが記録されている。モレナールはレイステルがヤン・ミーンセ・モレナール と結婚した後の姓である。エマヌエル・バックはレイステルを個人的に知っていた可能性があり、意図的に独身時代の彼女の名前の代わりに結婚後の名前を使ったのかもしれない。法的文書でレイステルが使ったもう1つの名前は、ユフロウ・モレナール (Juffrow Molenaer) であった。彼女の夫のヤン・ミーンセ・モレナールが死去した時、彼らの家にあった絵画の目録は、ユディト・レイステルの名称で記録されていたのではなく、「ユフロウ・モレナール」、「彼の妻」、「死亡者の妻」 の名称で記録されていた。 
1903年に、イギリスの画商であり、競売所経営者のジョージ・ドナルドソン (George Donaldson) 卿は、『最後の一滴』と『陽気な三人』をいっしょに展示した。それから、両作品は、1904年にギルドホール・アート・ギャラリーでの展覧会「オランダ派の画家たち」(Painters of the Dutch School) においていっしょに展示されたが、ユディト・レイステル、フランス・ハルス両方への帰属がなされていた。両作品は当時、同一のサイズであると報告されていたので、対作品であるのかもしれない。この時、研究者のコルネリス・ホフステーデ・デ・フロート  は、以前にフランス・ハルスに帰属されていた『幸せな夫婦』(ルーヴル美術館) にレイステルの署名を見出した。 その後、フロートは、さらに6作をレイステルの作品として特定した。ギルドホールの展覧会はフランス・ハルスの伝記を提出したが、レイステルの伝記は提出しなかった。展覧会の開催者は、フランス・ハルスの名称を取り下げたくなかったのである。しばしばレイステルはフランス・ハルスの弟子であったかのように誤解されているが、これが事実であるとする十分な証拠はない。 レイステルの作品とフランス・ハルスの絵画様式にはやや類似しているところがあるが、これだけでレイステルがフランス・ハルスの弟子であったと証明するには十分ではないのである。1904年、上記のギルドホールの展覧会の開催者は、『化粧をする若い女性たち』 (Young Women at Her Toilet) の絵画をレイステルに帰属したが、レイステルの芸術については否定的に記述した。    

### 修復
ジュリアン・ハームズは、1908年に『最後の一滴』について記述した。当時、教訓的な骸骨像は塗りつぶされていて、そこには代わりにランプが描かれていた。『最後の一滴』の骸骨は工房による複製によってのみ知られていた。1990年代に、絵画はレイキング・ライトとX線写真で検査された。以後、絵画は修復され、補筆されていたランプは取り除かれ、骸骨が露わになった。今や姿を現わした骸骨は、後代の人々が絵画の真ん中に骸骨像があるのをありがたがらなかったことを示している。この教訓的な表現は、誰かが骸骨の上に補筆してしまうほどに忌み嫌われていたのである。

## 解釈
『最後の一滴』の骸骨と宴の場面に関する、潜在的な意味は自尊心の喪失と飲酒による放蕩状態である。2人の男は、骸骨が現れている中、自分たちの行いに気を留めていないようである。骸骨の顔の表情と姿勢は、酔っている男たちと同じくらい、骸骨が楽しんでいることを表している。骸骨は17世紀の芸術においてお馴染みの存在で、避けることのできない死の性質を表している。2人の男の姿は、1629年にやはりユディト・レイステルによって描かれた『陽気な三人』に登場する人物たちに類似しているように見える。 『陽気な三人』と『最後の一滴』は、互いに夜と昼を表す対となっている。『陽気な三人』は、飲酒の最初の段階を示し、それは典型的に日が沈む夕方の情景である。『最後の一滴』は、飲酒が続いた後の宴の終わりの段階である。今は夜で、男たちは飲酒の影響で盲目になっている。夜景であることは、男たちと骸骨の間にロウソクを描くことで表されている。夜のこの段階で、2人とも非常に酔っていて、彼らとともいる骸骨に気づいていない。

### フリーマ・フォックス・ホフリヒター

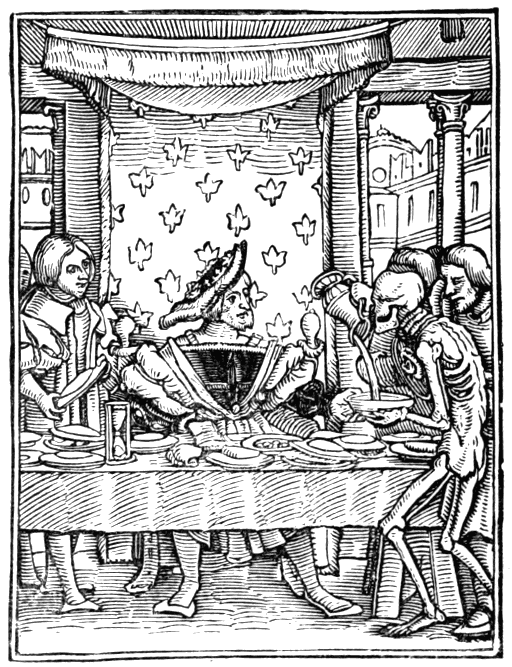
ハンス・ホルバインの『死の舞踏』中の王

ホフリクターによると、本作は、宴は終ったということを示すために、ビアマグと煙管が挿入された一般的なヴァニタスの主題を表している。 骸骨は、2人の仲間の時間が、そして、鑑賞者の時間もなくなりつつあるということを強調するために砂時計を掲げている。この主題は、ハンス・ホルバインの『死の舞踏」連作に類似している。ホルバインの作品でも、酔っている人々の周りにいて、そのうちの1人にさらにもっと飲ませている骸骨が登場している。骸骨が塗りつぶされる前の『最後の一滴』の元々の意味合いは同様のものであったと思われる。レイステルは、起きている出来事を照らし出し、夜景図を創り出すためにロウソクを利用した。対照的に、『陽気な三人』は、適度にすることの中に本当の楽しみがあることを示している。なお、ホフリヒターが『最後の一滴』に関するこの解釈を提出した時、彼女はX線の図像でしか隠れていた骸骨のことを知らなかった。

### 最近の解釈
『最後の一滴』に関するフィラデルフィア美術館のオンライン・カタログでは、作品はパンケーキ・デイ (オランダ語：vastenavond) の場面であるとして記述されている。 パンケーキ・デイとは、四旬節の初日の灰の水曜日の前日の告解火曜日のことである。カタログでは、『最後の一滴』は、若い男たちの振る舞いと彼らが持っている事物にもとづき、四旬節の断食と飲酒の節制をする前に酒を飲んで浮かれ騒ぎをしている場面であると説明している。骸骨は不摂生の結果なのである。骸骨は、男たちの前で髑髏と砂時計を持っているが、彼らは酔いの心理状態のために気づいていない。

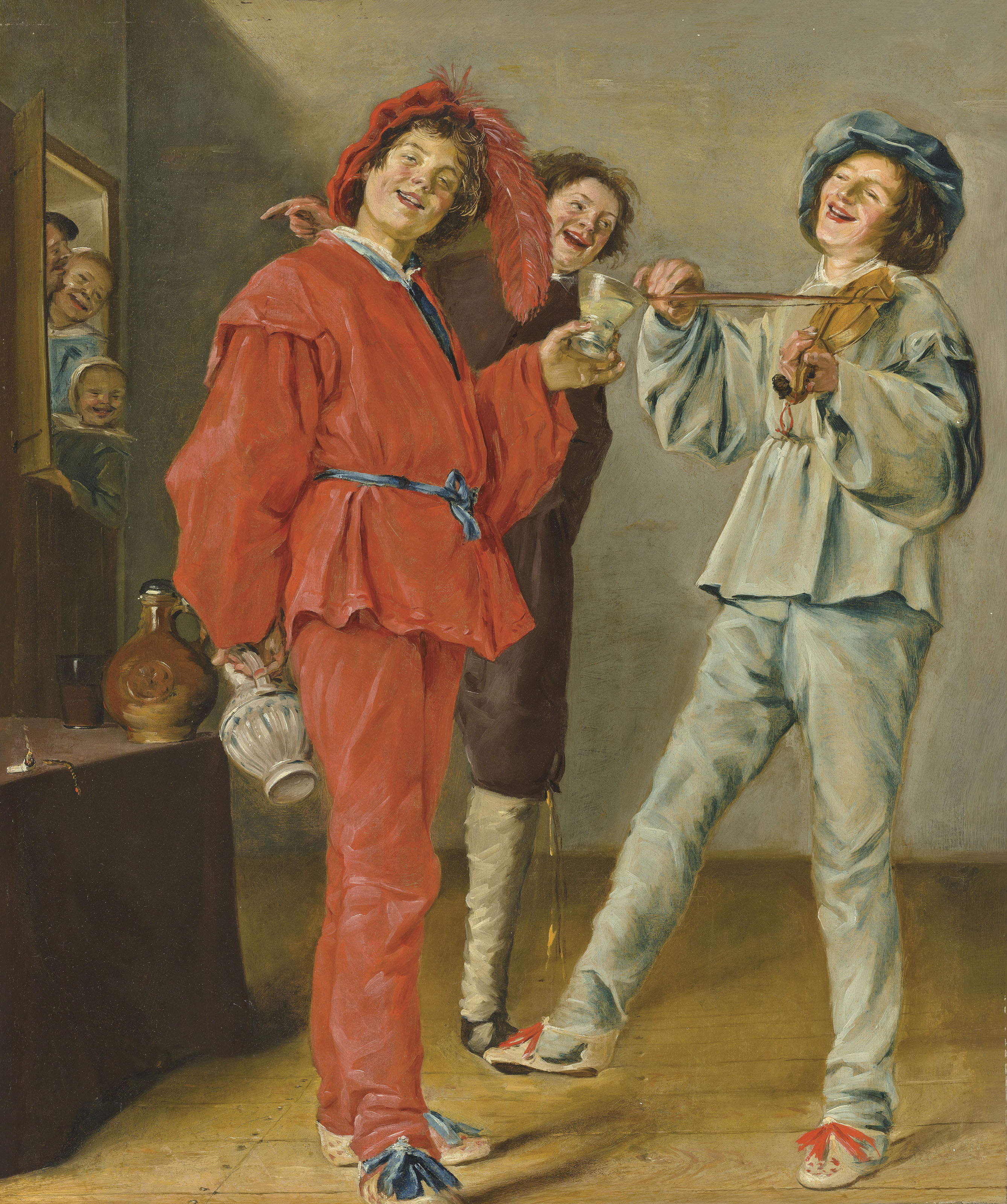
ユディト・レイステル『陽気な三人』(個人蔵)
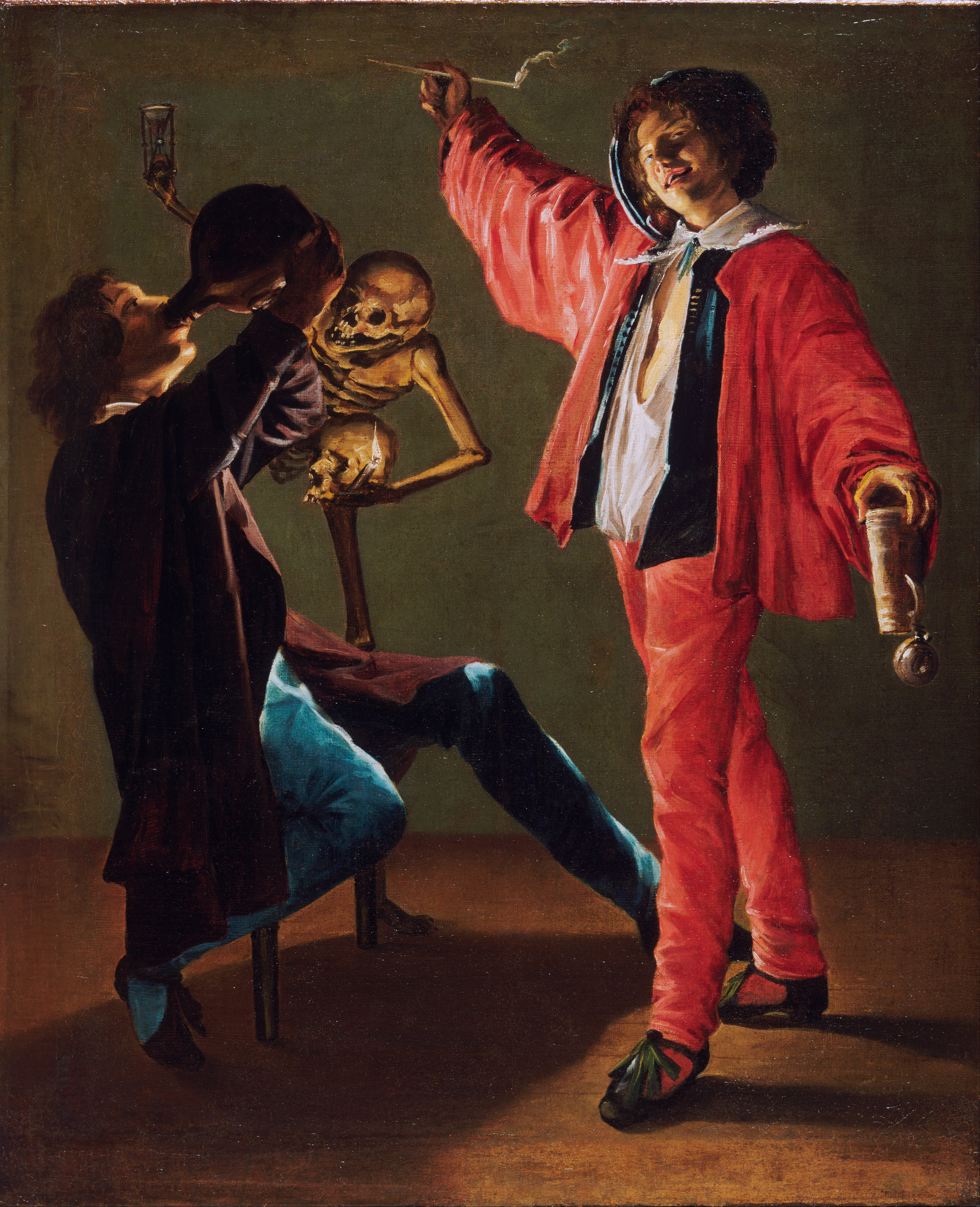
ユディト・レイステル『最後の一滴』